# Callogobius
A Callogobius a csontos halak (Osteichthyes) főosztályának a sugarasúszójú halak (Actinopterygii) osztályába, ezen belül a sügéralakúak (Perciformes) rendjébe, a gébfélék (Gobiidae) családjába és a Gobiinae alcsaládjába tartozó nem.

## Rendszerezés
A nembe az alábbi 25 faj tartozik:
- Callogobius amikami Goren, Miroz & Baranes, 1991
- Callogobius andamanensis Menon & Chatterjee, 1974
- Callogobius bauchotae Goren, 1979
- Callogobius bifasciatus (Smith, 1958)
- Callogobius centrolepis Weber, 1909
- Callogobius clitellus McKinney & Lachner, 1978
- Callogobius crassus McKinney & Lachner, 1984
- Callogobius depressus (Ramsay & Ogilby, 1886)
- Callogobius dori Goren, 1980
- Callogobius flavobrunneus (Smith, 1958)
- Callogobius hasseltii (Bleeker, 1851) - típusfaj
- Callogobius hastatus McKinney & Lachner, 1978
- Callogobius liolepis Koumans, 1931
- Callogobius maculipinnis (Fowler, 1918)
- Callogobius mucosus (Günther, 1872)
- Callogobius nigromarginatus Chen & Shao, 2000
- Callogobius okinawae (Snyder, 1908)
- Callogobius plumatus (Smith, 1959)
- Callogobius producta (Herre, 1927)
- Callogobius sclateri (Steindachner, 1879)
- Callogobius seshaiyai Jacob & Rangarajan, 1960
- Callogobius sheni Chen, Chen & Fang, 2006
- Callogobius snelliusi Koumans, 1953
- Callogobius stellatus McKinney & Lachner, 1978
- Callogobius tanegasimae (Snyder, 1908)